# 파퓰러 (드라마)
《파퓰러》(영어: Popular)는 1999년부터 2001년까지 방영된 미국의 십대 드라마이다.